# Tetraberlinia tubmaniana
Tetraberlinia tubmaniana là một loài rau đậu thuộc họ Fabaceae.
Loài này chỉ có ở Liberia.